# José Mendes Pratas
José Mendes Pratas (Évora, 1957. október 6. – Évora, 2017. október 1.) portugál nemzetközi labdarúgó-játékvezető.

## Pályafutása

### Nemzeti játékvezetés
Pályafutása során hazája legfelső szintű labdarúgó-bajnokságának játékvezetője lett. Az aktív nemzeti játékvezetéstől 2003-ban vonult vissza.

#### Nemzetközi játékvezetés
A Portugál labdarúgó-szövetség Játékvezető Bizottsága (JB) 1992-ben terjesztette fel nemzetközi játékvezetőnek, a Nemzetközi Labdarúgó-szövetség (FIFA) bíróinak keretébe. Több nemzetek közötti válogatott és klubmérkőzést vezetett. A portugál nemzetközi játékvezetők rangsorában, a világbajnokság-Európa-bajnokság sorrendjében többedmagával a 12. helyet foglalja el 3 találkozó szolgálatával. Az aktív nemzetközi játékvezetéstől 2002-ben a FIFA 45 éves korhatárát elérve búcsúzott. Válogatott mérkőzéseinek száma: 3.

##### Világbajnokság
1993-ban Japán rendezte az U17-es labdarúgó-világbajnokságot, ahol a FIFA JB bíróként alkalmazta.
| Időpont             | Helyszín              | Mérkőzés típusa        | Mérkőzés                  | Eredmény | Nézők száma |
| ------------------- | --------------------- | ---------------------- | ------------------------- | -------- | ----------- |
| 1993. augusztus 24. | Városi Stadion, Kiotó | selejtező (C. csoport) | Kolumbia–Egyesült Államok | 2 – 1    | 8 200       |
| 1993. augusztus 26. | Városi Stadion, Kiotó | selejtező (C. csoport) | Katar–Egyesült Államok    | 1 – 5    | 3 700       |

A világbajnoki döntőhöz vezető úton Egyesült Államokba a XV., az 1994-es labdarúgó-világbajnokságra és Dél-Koreába és Japánba a XVII., a 2002-es labdarúgó-világbajnokságra  a FIFA JB bíróként alkalmazta.

##### 1994-es labdarúgó-világbajnokság
| Időpont           | Helyszín                 | Mérkőzés típusa           | Mérkőzés          | Eredmény | Nézők száma |
| ----------------- | ------------------------ | ------------------------- | ----------------- | -------- | ----------- |
| 1993. március 24. | Tsirio Stadion, Limassol | előselejtező (4. csoport) | Ciprus–Csehország | 1 – 1    | 2 000       |

##### 2002-es labdarúgó-világbajnokság
| Időpont             | Helyszín                          | Mérkőzés típusa           | Mérkőzés                    | Eredmény | Nézők száma |
| ------------------- | --------------------------------- | ------------------------- | --------------------------- | -------- | ----------- |
| 2001. augusztus 15. | FK Crvena Zvezda Stadion, Belgrád | előselejtező (1. csoport) | Jugoszlávia–Feröer-szigetek | 2 – 0    | 15 437      |

##### Európa-bajnokság
Az európai-labdarúgó torna döntőjéhez vezető úton Angliába a X., az 1996-os labdarúgó-Európa-bajnokságra az UEFA JB játékvezetőként foglalkoztatta.
| Időpont           | Helyszín                     | Mérkőzés típusa           | Mérkőzés             | Eredmény | Nézők száma |
| ----------------- | ---------------------------- | ------------------------- | -------------------- | -------- | ----------- |
| 1995. március 29. | Ljudski vrt Stadion, Maribor | előselejtező (4. csoport) | Szlovénia–Észtország | 3 – 0    | 3 000       |

#### Nemzetközi kupamérkőzések

##### UEFA-kupa
| Időpont           | Helyszín                     | Mérkőzés típusa        | Mérkőzés                | Eredmény |
| ----------------- | ---------------------------- | ---------------------- | ----------------------- | -------- |
| 1997. október 28. | Központi Stadion, Strasbourg | első kör (1. mérkőzés) | RC Strasbourg–Újpest FC | 3 – 0    |

## Sportvezetőként
Az aktív játékvezetést befejezve a Portugál JB keretében ellenőrként tevékenykedik.